# Präsidentschaftswahl in Guinea 1974
Die Präsidentschaftswahl in Guinea im Jahr 1974 fand am 27. Dezember 1974 statt. 
Amtsinhaber Ahmed Sékou Touré wurde ohne Gegenkandidat mit 99,8 % der Stimmen in seinem Amt bestätigt. Zur Wahl war nur die Einheitspartei Parti Démocratique de Guinée zugelassen.

## Ergebnis
| Kandidaten                                           | Parteien                                                           | Stimmen   | %     |
| ---------------------------------------------------- | ------------------------------------------------------------------ | --------- | ----- |
| Ahmed Sékou Touré                                    | Parti démocratique de Guinée – Rassemblement démocratique africain | 2.432.129 | 100,0 |
| Gesamt                                               | Gesamt                                                             | 2.432.129 | 100   |
|                                                      |                                                                    |           |       |
| Wahlberechtigte                                      | Wahlberechtigte                                                    | 2.436.485 |       |
|                                                      |                                                                    |           |       |
| Quelle: Nohlen, Elections in Africa: A Data Handbook |                                                                    |           |       |